# Усть-Усинское восстание заключённых
Усть-Усинское восстание заключённых, также Ретюнинский мятеж, — восстание заключённых лагпункта «Лесорейд» около посёлка Усть-Уса (Коми АССР), проходившее в начале 1942 года. Руководителем восстания был начальник лагпункта, сам бывший заключённый, Марк Ретюнин. Первое вооруженное восстание в системе советских лагерей (ГУЛАГе) началось 24 января 1942 года и длилось десять дней. В ходе противостояния погибли 75 восставших и сотрудников НКВД; 50 восставших были приговорены к высшей мере наказания.

## Подготовка к восстанию
«Лесорейд» представлял собой один из лагпунктов Воркутлага, располагался примерно в 6 км от поселка Усть-Уса. По состоянию на 1 декабря 1941 года в «Лесорейде» насчитывалось 202 заключённых, из них 108 политических, осуждённых по 58-й статье (в том числе 27 бывших троцкистов). Начальник лагпункта, Марк Ретюнин, уроженец Архангельской области, был в 1929 году осуждён за бандитизм (участие в ограблении банка), в 1939 году досрочно освобождён и оставлен в Воркутлаге в качестве вольнонаёмного. Восстание было хорошо спланировано и подготовлено: ещё осенью 1941 года Ретюнин в больших количествах выписывал с базы продовольствие и одежду, в том числе белые меховые полушубки. В то же время в лагпункте не было оперативного состава НКВД, агентура из числа заключённых не могла сообщить о подготовке восстания. Тем не менее, выступление готовилось в тайне от большинства заключённых — о готовящемся восстании знали не более 15 человек, среди которых имелись как уголовные, так и политические.
Зимний период был выбран ввиду того, что в другие сезоны невозможно было бы быстрое передвижение по зимникам. Планировалось, освободив заключённых «Лесорейда» и обезоружив охрану, неожиданно захватить Усть-Усу, парализовав местную администрацию, после чего совершить основным отрядом бросок на Кожву, где проходила железная дорога, и оттуда двинуться в двух направлениях — на Котлас и Воркуту, по пути освобождая заключённых других лагерей, которые станут присоединяться к восставшим, собрав, таким образом, достаточно мощную армию. Предполагалось, что к этой армии присоединятся также спецпоселенцы и местное население, которое нужно будет агитировать против колхозов.

## Ход событий
24 января 1942 г., заманив большинство охраны для мытья в баню, заключённые разоружили остальных (при этом один стрелок ВОХР был убит, ещё один ранен), после чего, заперев всех вохровцев в овощехранилище, открыли лагерную зону и объявили всем о восстании. Заключённые получили зимнюю форму ВОХР, собрали продовольственный обоз из 8 подвод. Часть заключённых (59 человек), не желая участвовать в восстании, разбежалась . Остальные под командованием Ретюнина, под видом учений отряда ВОХР, двинулись маршем к Усть-Усе, имея на 82 человека 12 винтовок и 4 нагана . Бои на различных объектах Усть-Усы длились до полуночи, в ходе них повстанцы потеряли убитыми 9 человек . А сами убили 14 и ранили 11 человек, а также захватили ещё несколько единиц оружия и освободили 38 заключённых местного КПЗ, из которых 12 присоединились к восставшим лагерникам . В то же время 40 безоружных повстанцев было задержано, ещё 21 человек впоследствии добровольно явился в райотдел НКВД .
В ночь на 25 января отряд, освободив лагерную подкомандировку Кыз-Раз-Ди, нагнал и захватил в деревне Акись оружейный обоз ВОХР. Затем утром отряд вышел к селу Усть-Лыжа (у впадении реки Лыжа в Печору), где на складе сельпо забрал различное продовольствие и хозяйственный инвентарь. «Военный комиссар» отряда А. Т. Макеев (крупный хозяйственник, арестован в 1938 году по делу право-троцкистской организации в Коми АССР, ст. 58) оставил продавщице сельпо расписку от имени «Отряда особого назначения № 41». На тот момент численность отряда составляла 41 человек, они были хорошо вооружены (41 винтовка Мосина, 15 наганов и несколько единиц пистолетов различных марок, более 10 тыс. патронов и т. д.).
Вечером 27 января разведка отряда ВОХР, высланного для розыска и уничтожения повстанцев, наткнулась на них в 65 км от Усть-Лыжи. Утром 28 января завязался бой в лесу в 105 км от села Усть-Уса на реке Лыжа; в результате было убито 16 повстанцев (в том числе А. Т. Макеев), вохровцы потеряли также 16 чел. убитыми и 9 чел. ранеными (двое из которых впоследствии скончались в лазарете), причём значительная часть попала под огонь собственных взводов из-за неумелого руководства. Кроме того, вохровцы были плохо экипированы, и большинство из них получило обморожения различных степеней.
Преследование отряда продолжалось силами других подразделений лагерной охраны. 29 января в охотничьей избушке в верховьях реки Лыжа повстанцы, которых оставалось 26 человек, провели совет и решили разбиться на группы, чтобы попытаться уйти в Большеземельскую тундру к ненцам-оленеводам.
30 января — 1 февраля продолжалось преследование и уничтожение этих групп силами ВОХР. Вечером 1 февраля третья, основная группа, в которую входил руководящий состав повстанцев во главе с М. Ретюниным (11 чел.) была настигнута вохровцами в верховьях реки Малая Тереховей (приток р. Лыжа) в 175 км от Усть-Лыжи и окружена. После 23-часового боя, израсходовав почти все боеприпасы, руководители восстания (М. А. Ретюнин, «начальник штаба» отряда М. В. Дунаев) и ещё четверо повстанцев застрелились. Два человека — А. И. Яшкин и китаец Лю Фа — взяты в плен , ещё двое застрелены на месте.

## Итоги
Всего за время восстания погибло 42 его участника, захвачено живыми шестеро. 40 человек покинуло отряд после налёта на Усть-Усу и 21 добровольно вернулся в райотдел НКВД. 16 сентября 1942 г. 50 обвиняемых, среди которых были как заключённые, так и вольнонаёмные, были приговорены ОСО НКВД СССР к высшей мере наказания, ещё 18 человек — к различным срокам лишения свободы.
Потери частей НКВД и ВОХР составили 33 человека убитыми, 20 ранеными и 52 обмороженными.

## Оценка
Усть-Усинское восстание 1942 г. считается[кем?] первым восстанием заключённых в истории советского ГУЛАГа.
Свидетельства о глобальных планах восставших различны. Существуют сообщения, по которым Ретюнин предлагал «пробиться на фронт и присоединиться к какой-либо части или партизанить в тылу у немцев», о том же говорил и один из захваченных участников. А. Яшкин на допросах первоначально говорил лишь о намерении добиться освобождения заключённых Воркутлага и Печорлага, но через 10 дней в его показаниях уже появляется тематика свержения советской власти, роспуска колхозов, налаживания связей с Германией с целью получить от неё вооружённую помощь и установить политический и экономический строй «по типу и подобию как в Германии», присоединить занятую повстанцами территорию «или к фашистской Германии, или Финляндии».
В советских документах, несмотря на то, что большинство его руководителей было не уголовными, а политическими заключёнными, восстание расценивалось как «бандитское выступление».